# Плес (Моравче)
Плес (словен. Ples) — поселення в общині Моравче, Осреднєсловенський регіон, Словенія. 
Висота над рівнем моря: 432 м.